# Glen Riddersholm
Glen Riddersholm (* 24. April 1972 in Esbjerg) ist ein dänischer Fußballtrainer. Zuletzt war er Cheftrainer des schwedischen Erstligisten IFK Norrköping.

## Karriere
Glen Riddersholm war zunächst Jugendtrainer bei Ikast FS und beim FC Midtjylland, der aus einer Fusion der ersten Mannschaften von Ikast FS und Herning Fremad hervorgegangen war. Ab dem 1. Juli 2006 war er Trainer der dänischen U17-Nationalmannschaft. Diesen Posten gab er zum 1. Juli 2008 auf, um Co-Trainer des FC Midtjylland zu werden. Bei den Ulvene, die ihre Heimspiele in Herning in Mitteljütland austragen, war Riddersholm Co-Trainer unter Thomas Thomasberg und Allan Kuhn, ehe er im April 2011 nach dem Rücktritt von Kuhn zum neuen Cheftrainer aufstieg. Zunächst als Interimslösung gedacht, wurde er im Mai 2011 zur Dauerlösung erklärt. Unter Glen Riddersholm erreichte der FC Midtjylland genau wie unter Vorgänger Allan Kuhn ein Jahr vorher das Finale im nationalen Pokalwettbewerb, wo die Mitteljüten in einer Neuauflage des Endspiels von 2010 dem FC Nordsjælland unterlagen. Vier Jahre später – im Jahr 2015 – gelang dem FC Midtjylland der Gewinn der dänischen Meisterschaft, allerdings trat Riddersholm am 25. Juni 2015 als Cheftrainer des FCM zurück.
Im Dezember 2015 übernahm er das Traineramt bei Aarhus GF, die er als Aufsteiger mit dem zehnten Platz zum Klassenerhalt führte. Auch in der folgenden Saison reichte es zum Ligaverbleib, ehe Riddersholm am 30. September 2017 entlassen wurde und durch David Nielsen ersetzt.
Ab Herbst 2018 war er Sportdirektor des Erstligaaufsteigers Vendsyssel FF aus dem nordjütischen Hjørring, doch bereits zum 1. Februar 2019 wurde Glen Riddersholm neuer Cheftrainer von SønderjyskE Fodbold aus Haderslev (deutsch Hadersleben) unweit der deutschen Grenze. Nachdem SønderjyskE Fodbold in der regulären Saison den elften Platz belegte, belegten sie in der Gruppe A in der Abstiegsrunde den zweiten Platz und qualifizierten sich somit für die Play-offs um die Teilnahme an der Europa League, in der Riddersholm mit seiner Mannschaft gegen Randers FC ausschied. In der Folgesaison führte er SønderjyskE Fodbold nach einem 2:0-Finalsieg gegen Aalborg BK zum dänischen Pokalsieg und somit zum ersten Titel in der 16-jährigen Vereinsgeschichte. In der folgenden Saison 2020/21 konnte erneut das Pokalfinale erreicht werden, wo man jedoch dem Randers FC unterlag. Ende Mai 2021 gab der Verein bekannt, sich von Riddersholm zu trennen.
Nachdem er acht Monate als Co-Trainer von Bernd Storck und später John van den Brom beim belgischen Erstligisten KRC Genk tätig gewesen war, übernahm er im August 2022 den Trainerposten bei IFK Norrköping. Nachdem er die Saison 2023 mit Norrköping auf dem neunten Tabellenplatz abgeschlossen hatte, wurde er am 13. November 2023 von seinem Verein von seinen Aufgaben entbunden.

## Titel
- Dänischer Meister: 2015 mit dem FC Midtjylland
- Dänischer Pokalsieger: 2020 mit SønderjyskE Fodbold